# 山田緑地

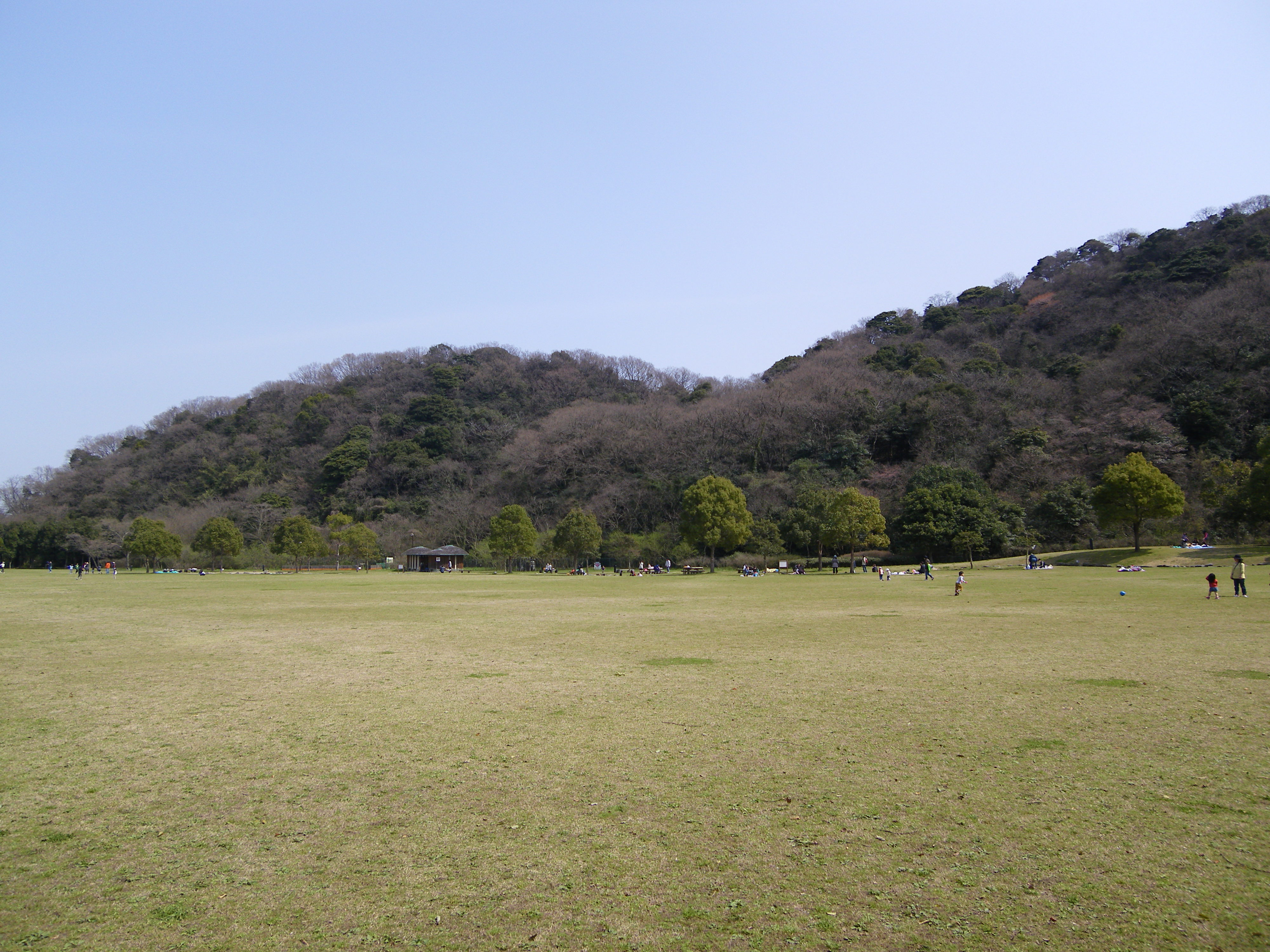
芝生広場

山田緑地（やまだりょくち）は、福岡県北九州市小倉北区南西部にある、広さ1,400,000 m2の公園。1995年（平成7年）5月27日開園、2009年4月より「東部緑地・里山を考える会共同事業体」が指定管理者として管理を受託、2014年4月より「九州造園・グリーンワーク共同事業体」が指定管理者となっている。 

## 来歴
旧帝国陸軍（後に占領米軍）の山田弾薬庫跡地。長らくアメリカ軍が使用してきたが、1970年12月にアメリカ軍板付基地から防衛施設庁に「40日後に返還する」との通告があり、返還交渉が開始されることとなった。防衛施設庁側は突然の通告に「受け入れ態勢が整わない」として一度は拒否したが、最終的に1972年（昭和47年）までに米軍より大蔵省（当時）へ返還された。
その後、敷地は大蔵省（現財務省）・自衛隊・北九州市の管轄区域に3分割され、1983年（昭和58年）3月に一部敷地にて「北九州やまだ子供広場」を開園、その後大蔵省管轄分の払い下げを受けたうえ、1987年（昭和62年）より公園整備開始、1995年（平成7年）に山田緑地として開園した。なお、残る北側の敷地は陸上自衛隊山田訓練所として活用され訓練等に使用されている。以前は山田緑地のある小倉北区山田町と八幡東区山路松尾町とが山道（未舗装）でつながっていたが、現在は道の一部が山田訓練所の敷地内に入るためにフェンスで閉鎖されている。
戦前・戦中は旧日本陸軍により弾薬等の填薬所として使用された。戦後から1972年の間は在日米軍が弾薬等の填薬作業を行っており、そこでの弾薬がベトナム戦争で使用されたとして国会で取りざたされた事がある。旧日本陸軍・在日米軍の地内の活動については不明。敷地内において奇形のカエルが発見され、近隣での環境汚染発生が疑われたが、その後の調査・研究によって環境汚染の事実はなく遺伝によるものであることが明らかになっている。また1981年には、福岡放送により「Buddy,care nuclear casualty(仲間よ、核災害に注意せよ)」と書かれた標識があることがスクープされた。
なお、日豊本線南小倉駅との間に山田弾薬庫への専用線（1941年南小倉火薬線として敷設、1970年使用中止、1973年廃止）があった。
1969年の例では、信管を抜き専用コンテナに収めた弾薬が横田基地、三沢基地に向けて出荷されている。弾薬輸送に用いる貨車は一般的なものであったため特に専用列車を編成せず、南小倉駅で他の貨車と一緒に通常の貨物列車として送られていった。通過する路線では弾薬庫からの輸送に反対する国鉄労働組合、国鉄動力車労働組合による順法闘争が行われた。また通過地である新鶴見操車場では過激派により火炎瓶が構内に投げ込まれるテロも発生した。

## 公園概要
以前は弾薬庫として使用されていたため、敷地内で一部弾薬庫や貯水槽、貯水池などが見ることができる。
約半世紀の間一般の利用が制限されたため、照葉樹林の原始風景が広がる。この森を守り、育てるため、「三十世紀の森づくり」を基本テーマに、自然とふれあい観察できる「利用区域」と、環境保護を優先する「保全区域」「保護区域」にゾーン分けして公園整備した。
「利用区域」は約48.5 ヘクタール。公園正門前から広がる区域で、森の家や芝生広場などの居心地のよい開放空間を整備。「保全区域」は30 ヘクタール。今ある植生を維持しながら、人が自然にふれあい、親しむ区域。入場できるが、時間と人数が制限される。「保護区域」は70 ヘクタール。基本的に人の立ち入りを禁止し、人間の管理を一切行わない。自然の植生である照葉樹林（常緑広葉樹林）への移り変わりを見守る区域。
なお、公園付近には小熊野川があり、ホタルの名所になっている。
平成8年度手づくり郷土賞受賞。

## アクセス
- 入園無料。
- 駐車場は普通車が終日300円、大型車が終日1000円。
- 西鉄バス北九州「蒲生入口」（行先番号45・49）から徒歩10分[9]。
  - 土日祝日は行先番号45の一部が「山田緑地」まで乗り入れる。

## 関連記事
- 二又トンネル爆発事故
  - 1945年11月12日に、アメリカ軍による山田弾薬庫内の火薬処理に失敗し起きた事故
- 一の谷4号火薬庫爆発事故
  - 1946年5月21日、火薬庫が大爆発。蕨（わらび）採りや燃料の薪として使う弾薬箱を取りに敷地に入った住民62名が犠牲となった他、多くの負傷者が出た（“北九州　市政だより　平成23年9月15日”. www.city.kitakyushu.lg.jp. 2020年9月7日閲覧。）